# Aitor Karanka
Aitor Karanka de la Hoz (Vitoria, 18 settembre 1973) è un allenatore di calcio ed ex calciatore spagnolo, di ruolo difensore.

## Carriera

### Giocatore
Ha iniziato la carriera nelle giovanili dei Corazonistas, per trasferirsi poi al Deportivo Alavés. Ha debuttato in gare ufficiali, però, nel Bilbao Athletic, la squadra riserve dell'Athletic Club. Dopo aver totalizzato 53 presenze e 2 reti, è stato chiamato in prima squadra su richiesta di Jupp Heynckes, dopo la vittoria contemporanea della Coppa nazionale e del campionato, con la squadra B. È stato schierato in campo 118 volte, prima di firmare per il Real Madrid. Ha giocato, con le merengues, 93 partite nella Liga e altre 33 in Champions League, vincendo tutti i trofei possibili in ambito nazionale ed internazionale (fatta eccezione per la Coppa del Re). Nel 2002, è tornato all'Athletic Club, prima di tentare l'avventura statunitense con i Colorado Rapids.
Karanka non è mai stato considerato seriamente per la Spagna e ha giocato soltanto una partita con la Nazionale, il 26 aprile 1995, contro l'Armenia. È stato però utilizzato in 14 partite della Spagna under 21. Ha fatto parte della squadra olimpica che ha partecipato ai Giochi del 1996. Tra il 1994 e il 2004, ha fatto parte per 6 volte dei Paesi Baschi.

### Allenatore
Dal 5 giugno 2010 ricopre il ruolo di allenatore in seconda di José Mourinho al Real Madrid, incarico che ha lasciato il 3 giugno 2013 in seguito all'addio del portoghese ai blancos.
Il 13 novembre 2013, venne nominato nuovo manager del Middlesbrough, club militante nella Football League Championship, la seconda divisione del calcio inglese. Arrivando secondo in Championship 2015-2016 ottenne la promozione in Premier League dove viene esonerato dopo la 27ª giornata, con la squadra terz'ultima a 22 punti in zona retrocessione a -3 dal 17º posto (ultimo posto utile per salvarsi) occupato dal Crystal Palace.
L'8 gennaio 2018, viene ingaggiato dal Nottingham Forest, club militante nella Championship, la serie B inglese, con un contratto di due anni e mezzo, guidando la squadra al 17º posto e ad una tranquilla salvezza. L'11 gennaio 2019 rassegna le proprie dimissioni da allenatore del Nottingham Forest.

## Statistiche

### Calciatore

#### Cronologia presenze e reti in nazionale
| Cronologia completa delle presenze e delle reti in nazionale ― Spagna | Cronologia completa delle presenze e delle reti in nazionale ― Spagna | Cronologia completa delle presenze e delle reti in nazionale ― Spagna | Cronologia completa delle presenze e delle reti in nazionale ― Spagna | Cronologia completa delle presenze e delle reti in nazionale ― Spagna | Cronologia completa delle presenze e delle reti in nazionale ― Spagna | Cronologia completa delle presenze e delle reti in nazionale ― Spagna | Cronologia completa delle presenze e delle reti in nazionale ― Spagna |
| Data                                                                  | Città                                                                 | In casa                                                               | Risultato                                                             | Ospiti                                                                | Competizione                                                          | Reti                                                                  | Note                                                                  |
| --------------------------------------------------------------------- | --------------------------------------------------------------------- | --------------------------------------------------------------------- | --------------------------------------------------------------------- | --------------------------------------------------------------------- | --------------------------------------------------------------------- | --------------------------------------------------------------------- | --------------------------------------------------------------------- |
| 26-4-1995                                                             | Erevan                                                                | Armenia                                                               | 0 – 2                                                                 | Spagna                                                                | Qual. Euro 1996                                                       | -                                                                     |                                                                       |
| Totale                                                                |                                                                       | Presenze                                                              | 1                                                                     |                                                                       | Reti                                                                  | 0                                                                     |                                                                       |

### Allenatore
Statistiche aggiornate al 16 gennaio 2019.
| Stagione                 | Squadra                  | Campionato               | Campionato | Campionato | Campionato | Campionato | Coppe nazionali | Coppe nazionali | Coppe nazionali | Coppe nazionali | Coppe nazionali | Coppe continentali | Coppe continentali | Coppe continentali | Coppe continentali | Coppe continentali | Altre coppe | Altre coppe | Altre coppe | Altre coppe | Altre coppe | Totale | Totale | Totale | Totale | Vittorie % | Piazzamento     |
| Stagione                 | Squadra                  | Comp                     | G          | V          | N          | P          | Comp            | G               | V               | N               | P               | Comp               | G                  | V                  | N                  | P                  | Comp        | G           | V           | N           | P           | G      | V      | N      | P      | %          | Piazzamento     |
| ------------------------ | ------------------------ | ------------------------ | ---------- | ---------- | ---------- | ---------- | --------------- | --------------- | --------------- | --------------- | --------------- | ------------------ | ------------------ | ------------------ | ------------------ | ------------------ | ----------- | ----------- | ----------- | ----------- | ----------- | ------ | ------ | ------ | ------ | ---------- | --------------- |
| nov. 2013-2014           | Middlesbrough            | FLC                      | 31         | 13         | 9          | 9          | FACup+CdL       | 1+0             | 0               | 0               | 1               | -                  | -                  | -                  | -                  | -                  | -           | -           | -           | -           | -           | 32     | 13     | 9      | 10     | 40,63      | Sub, 12º        |
| 2014-2015                | Middlesbrough            | FLC                      | 46+3       | 25+2       | 10+0       | 11+1       | FACup+CdL       | 3+3             | 2+2             | 0+1             | 1+0             | -                  | -                  | -                  | -                  | -                  | -           | -           | -           | -           | -           | 55     | 31     | 11     | 13     | 56,36      | 4º              |
| 2015-2016                | Middlesbrough            | FLC                      | 46         | 26         | 11         | 9          | FACup+CdL       | 1+5             | 0+3             | 0+1             | 1+1             | -                  | -                  | -                  | -                  | -                  | -           | -           | -           | -           | -           | 52     | 29     | 12     | 11     | 55,77      | 2º              |
| 2016-gen. 2017           | Middlesbrough            | PL                       | 27         | 4          | 10         | 13         | FACup+CdL       | 4+1             | 3+0             | 0+0             | 1+1             | -                  | -                  | -                  | -                  | -                  | -           | -           | -           | -           | -           | 32     | 7      | 10     | 15     | 21,88      | Esonerato       |
| Totale Middlesbrough     | Totale Middlesbrough     | Totale Middlesbrough     | 150+3      | 68+2       | 40+0       | 42+1       |                 | 18              | 10              | 2               | 6               |                    | -                  | -                  | -                  | -                  |             | -           | -           | -           | -           | 171    | 80     | 42     | 49     | 46,78      |                 |
| gen.-giu. 2018           | Nottingham Forest        | FLC                      | 20         | 5          | 6          | 9          | FACup+CdL       | 1+0             | 0               | 0               | 1               | -                  | -                  | -                  | -                  | -                  | -           | -           | -           | -           | -           | 21     | 5      | 6      | 10     | 23,81      | 17º             |
| 2018-gen. 2019           | Nottingham Forest        | FLC                      | 26         | 9          | 12         | 5          | FACup+CdL       | 1+4             | 0+2             | 0+1             | 1+1             | -                  | -                  | -                  | -                  | -                  | -           | -           | -           | -           | -           | 31     | 11     | 13     | 7      | 35,48      | Dimesso         |
| Totale Nottingham Forest | Totale Nottingham Forest | Totale Nottingham Forest | 46         | 14         | 18         | 14         |                 | 6               | 2               | 1               | 3               |                    | -                  | -                  | -                  | -                  |             | -           | -           | -           | -           | 52     | 16     | 19     | 17     | 30,77      |                 |
| 2020-mar. 2021           | Birmingham City          | FLC                      | 36         | 8          | 11         | 17         | FACup+CdL       | 1+1             | 0               | 0               | 1+1             | -                  | -                  | -                  | -                  | -                  | -           | -           | -           | -           | -           | 38     | 8      | 11     | 19     | 21,05      | Esonerato       |
| apr.-giu. 2022           | Granada                  | PD                       | 6          | 2          | 3          | 1          | CR              | -               | -               | -               | -               | -                  | -                  | -                  | -                  | -                  | -           | -           | -           | -           | -           | 6      | 2      | 3      | 1      | 33,33      | Sub, 18° (ret.) |
| ago.-nov. 2022           | Granada                  | SD                       | 15         | 6          | 4          | 5          | CR              | -               | -               | -               | -               | -                  | -                  | -                  | -                  | -                  | -           | -           | -           | -           | -           | 15     | 6      | 4      | 5      | 40,00      | Esonerato       |
| Totale Granada           | Totale Granada           | Totale Granada           | 21         | 8          | 7          | 6          |                 | -               | -               | -               | -               |                    | -                  | -                  | -                  | -                  |             | -           | -           | -           | -           | 21     | 8      | 7      | 6      | 38,10      |                 |
| gen.-giu. 2023           | Maccabi Tel Aviv         | Lh1                      | 3          | 2          | 1          | 0          | GhM             | 0               | 0               | 0               | 0               | -                  | -                  | -                  | -                  | -                  | -           | -           | -           | -           | -           | 3      | 2      | 1      | 0      | 66,67      | Sub             |
| Totale carriera          | Totale carriera          | Totale carriera          | 259        | 102        | 77         | 80         |                 | 26              | 12              | 3               | 11              |                    | -                  | -                  | -                  | -                  |             | -           | -           | -           | -           | 283    | 114    | 80     | 91     | 40,28      |                 |

## Palmarès

### Competizioni nazionali
- Campionato spagnolo: 1

Real Madrid: 2000-2001
- Supercoppa di Spagna: 2

Real Madrid: 1997, 2001

### Competizioni internazionali
- UEFA Champions League: 3

Real Madrid: 1997-1998, 1999-2000, 2001-2002
- Coppa Intercontinentale: 1

Real Madrid: 1998